# 구아라니 EC (세아라주)
구아라니 이스포르치 클루비(Guarani Esporte Clube)는 구아라니 지 주아제이루(포르투갈어: Guarani de Juazeiro)라고도 불리며, 1941년 4월 10일에 창단한 브라질 세아라주 주아제이루두노르치를 연고로 하는 축구팀이다. 2018년 현재 전국 4부 리그 캄페오나투 브라질레이루 세리이 D와 세아라 주리그 캄페오나투 세아렌시에 참가하고 있다.

## 역사
1941년 4월 10일 창단하였으며, 2004년과 2006년 세아라 주리그 캄페오나투 세아렌시의 2부 리그에서 우승을 차지하였다. 2011년 전국 4부 리그 캄페오나투 브라질레이루 세리이 D에 참여한 적이 있으며, 2018년 두번째로 세리이 D에 참여하게 되었다.

## 수상
- 캄페오나투 세아렌시 2부
  - 우승 (2회) : 2004, 2006